# Bourg (Haute-Marne)
Bourg település Franciaországban, Haute-Marne megyében. Lakosainak száma 169 fő (2022. január 1.). Bourg Longeau-Percey, Brennes, Cohons és Saints-Geosmes községekkel határos.

## Népesség
A település népességének változása:
| Lakosok száma | 115  | 139  | 165  | 149  | 153  | 151  | 156  | 160  | 159  | 169  |
|               | 1968 | 1982 | 1990 | 2006 | 2013 | 2015 | 2017 | 2019 | 2020 | 2022 |